# RadioAnimati
RadioAnimati è una web radio privata italiana fondata il 1º gennaio 2008 che trasmette principalmente sigle di serie animate, telefilm e programmi tv, colonne sonore italiane e straniere di film, e programmi tematici auto prodotti.
La radio è partner delle principali fiere del fumetto italiane, tra cui Lucca Comics & Games, Etna Comics e Romics, ed ha curato e trasmesso i principali concerti degli artisti di sigle delle manifestazioni.

## Storia
RadioAnimati, inizialmente pensata come semplice podcast, è stata fondata da Lorenzo Nutini e Pellegrino Talamo ed edita dall'associazione culturale non profit Un mondo di Sigle TV, con l'intento di trasmettere unicamente le sigle televisive e le colonne sonore del passato spesso trascurate dai media tradizionali. Le trasmissioni sono state avviate ufficialmente il 1º gennaio 2008 in streaming web. Inizialmente la radio trasmette da due studi a Firenze e a Livorno.
Nel corso degli anni RadioAnimati è divenuta media partner di diverse manifestazioni: Lucca Comics & Games dal 2008, Etna Comics dalla prima edizione del 2011, Cartoon Village dal 2013, Cartoonia dalla prima edizione del 2017, Palermo Comic Convention dalla prima edizione del 2015, San Marino Comics dal 2020 e Romics dal 2022.
Dal settembre 2019 le trasmissioni di RadioAnimati vengono pubblicate in podcast, che, a giugno 2022, sfiorano i 150 000 ascolti. Nell'aprile 2023 la radio cambia regia e la sua programmazione: le precedenti trasmissioni (ad eccezione di Select e Speciale RadioAnimati) non vanno più in onda in radio e continuano ad essere distribuite solo in podcast, e nel palinsesto vengono inserite nuove rubriche tematiche dalla durata più ridotta.

## Palinsesto

### Programmazione musicale
La radio trasmette a rotazione continua canzoni usate come sigle di programmi televisivi, spaziando dalle serie animate ai telefilm, canzoni interne e colonne sonore. Fanno parte del repertorio anche registrazioni televisive se le canzoni sono differenti dalle versioni discografiche o se inedite. Come intermezzo fra una canzone e l'altra vengono trasmessi dei brevi jingle registrati da autori, cantanti, compositori, doppiatori e altri artisti del settore che salutano gli ascoltatori.
Alcune canzoni in programmazione sono introdotte da un jingle che, a titolo di curiosità, recita l'anno di pubblicazione o la loro categoria all'interno del repertorio, tra cui:
- Disco volante per le recenti novità discografiche (alcune presentate proprio in anteprima assoluta su RadioAnimati).[30][31][32]
- Andammo al cinema e Cartoon Cinema per le colonne sonore di film e film d'animazione.
- Sigla senza frontiere per le sigle internazionali (principalmente europee) che condividono la stessa base di una sigla italiana.
- Cover d'autore e Coverband contest per le cover realizzate da artisti professionisti e da cover band.
- Premiata sigla per le canzoni adottate come sigle televisive (o colonne sonore) solo successivamente alla loro originale incisione.
- Disco tarocco per le versioni non originali delle sigle, comunque messe in commercio nel mercato discografico. Questo jingle non è più utilizzato.
- Reclame Story anticipava la trasmissione di tre jingle pubblicitari in onda negli anni '80 e '90. Questo spazio è stato poi sostituito dalla rubrica Spot80.
- Disco banzai usato solo nei primi anni di trasmissione per introdurre sigle giapponesi.[9]

Sono presenti anche due fasce orarie giornaliere, Quelle della notte e Girelle a colazione, che includono rispettivamente sigle insolite e le hit più note.

### Programmi e podcast
Nella programmazione di RadioAnimati si sono susseguiti negli anni diversi programmi tutti autoprodotti, di divulgazione e approfondimento sulla cultura pop. Alcuni programmi vedono la partecipazione di alcuni esperti del settore. Di seguito vengono elencati i programmi trasmessi o pubblicati in podcast per più di una stagione. Dal 2023 gli unici programmi che continuano a venire trasmessi sono Speciale RadioAnimati e Select, gli altri continuano a venire distribuiti solo in podcast nei canali di RadioAnimati.
- La diretta (poi rinominato Speciale RadioAnimati): con programmazione irregolare, viene trasmesso in diretta per parlare delle novità del mondo delle sigle con ospiti in studio.
- Pillole di J-POP: un confronto tra la cultura giapponese e quella italiana. Condotto da Marco Pellitteri,[37] in onda dal 2009 al 2013.
- Scaffali animati: presenta le novità editoriali sul mondo della tv e dello spettacolo. Condotto da David Di Luca dal 2009, Gianluca Bonetta dal 2017 e Julia Hime dal 2023.
- Io, Super Robot: ogni puntata presenta e analizza una serie anime di genere mecha.[16] In onda dal 2014 al 2021.
- Tokyo Eyes: approfondimenti su anime, manga e cultura giapponese. Curato e condotto da Alessandro Falciatore e, in seguito, anche da Patrizia della redazione di AnimeClick.it. In onda dal 2015.[38]
- L'ispettrice Gadget: curiosità e aneddoti sul collezionismo e sul merchandising dedicato agli anime e al mondo dello spettacolo. Curato e condotto da Giorgia Vecchini, in onda dal 2016 al 2019.
- Sul Serial: approfondimenti sulle ultime serie tv. In onda dal 2017.[39]
- Dalla china con furore: approfondimenti sui fumetti di tutto il mondo e di ogni epoca. Curato e condotto da Sergio Algozzino, in onda per due stagioni nel 2020.
- Magica Giula: approfondimenti sul mondo dei giochi da tavolo. Pubblicato dal 2023.

A questi si affiancano anche diversi programmi di intrattenimento:
- Juke Box: programma in diretta in cui gli ascoltatori possono richiedere e dedicare la trasmissione di un brano. Condotto da Pellegrino Talamo, in onda dal 2008. Dal 2016 il programma assume il titolo Select.
- Il Mangiadischi: in ogni puntata un ascoltatore presenta la classifica delle sue dieci sigle preferite.[40] Condotto da Lorenzo Nutini, in onda dal 2008. Le puntate delle prime stagioni sono state replicate ne Il Mangiadischi Story dal 2011. Nel 2021 Giorgia Vecchini ha condotto Il Mangiadischi VIP, che con lo stesso format presenta le sigle preferite degli artisti.
- A tutta RadioAnimati: notizie dal mondo delle sigle e richieste degli ascoltatori, in onda dal 2011 al 2016. Dal 2016 al 2018 il programma va in onda con il titolo Pellegrino Show.
- Sembra talco: un quiz a sfondo ironico incentrato su cartoni animati, telefilm e film. In onda dal 2014 al 2016.
- Yatta!: un'analisi degli stereotipi degli anime. In onda dal 2014 al 2016.
- I predatori del tempo: la trasmissione ripercorre gli eventi e le opere più importanti della cultura pop dal 1977 al 2000. In onda dal 2017 al 2020.
- Otaku - Pazzi per le sigle: ogni puntata presenta una classifica di dieci sigle di altrettanti cartoni accomunati da un tema particolare. In onda su Radio Valdarno dal 2017[41] al 2019[42] e su RadioAnimati dal 2019 al 2021, poi sostituito dalla rubrica Pillole di Otaku.

### Rubriche
Dal 2023 vengono introdotte nella programmazione di RadioAnimati le seguenti rubriche tematiche, della durata di alcuni minuti e trasmesse a cadenza irregolare durante il giorno:
- Pillole di Otaku: approfondimenti su cartoni animati e telefilm.
- Déjà vu!: rievocazioni della cultura pop degli anni '80 e '90.
- Ciak si canta: approfondimenti sulle colonne sonore più famose del cinema.
- Spot80: breve raccolta di spot pubblicitari degli anni '80.
- Calendario concerti live: un riepilogo dei principali concerti di artisti e cover band di sigle in programma nel mese corrente sul territorio italiano.